# ژان پاپیر ماسون
ژان پاپیر ماسون (به فرانسوی: Jean Papire Masson) مورخ، جغرافی‌دان، منتقد و حقوقدان قرن شانزدهم میلادی اهل فرانسه است.